# 後藤功
後藤 功（ごとう いさお、1976年 - ）は日本の実業家、プログラマ。iPhoneをリモコン化するソフトウェア「iRemocon」を開発した株式会社グラモの創業者で代表取締役を務める。

## 経歴
大分市に生まれる。中学、高校時代から「自分の会社から発明品を製品化したい」という考えを抱く一方、パソコン通信を介したネット通販のような取引もおこなっていた。
九州産業大学経営学部を卒業。卒業後は地元の半導体関連装置の製造メーカーに就職するが、東京での勤務となり、携帯電話用のファームウェア開発に従事した。しかし、起業家をめざすために2年で退社し、2001年にITベンチャー企業のテックファームに転職。テックファームでは企業向け情報システムなどの構築に従事し、携帯サービスの総責任者となる。業績を上げて子会社の取締役まで昇格するが、iPhoneを操作機器とすることを着想する。外部企業に委託する形で量産試作まで手がけた上で2010年にテックファームを退職し、2011年に株式会社グラモを創業した。
グラモはiRemoconを紹介する形でITベンチャーのコンペティションである「innovation Weekend」に参加、2011年12月に「innovation Weekend Grand Finale2011」で優勝した。
iRemoconは成功を収めたが、将来の事業資金を確保する狙いから2013年9月に自社株式をアドバンスト・メディアに売却し、
グラモは同社の完全子会社となった。